# Херрлин, Андерс
А́ндерс Херрли́н (также встречается написание А́ндеш Херрли́н, швед. Anders Herrlin, род. 17 сентября 1961 года в Хальмстаде, лен Халланд, Швеция) — шведский музыкант, продюсер, звукорежиссер, техник и инженер звукозаписи, автор песен, композитор, автор музыки к фильмам. Наиболее известен как бас-гитарист в шведской поп-рок группе Gyllene Tider.

## Биография
Херрлин был знаком с Мике Андерссоном, который проживал в городе Харплинье под Хальмстадом. Ещё подростком он основал с ним домашнюю музыкальную группу, где они играли вместе. В том же Харплинье проводили время Матс МП Перссон и Пер Гессле. Андерссон был единственным барабанщиком, с которым был знаком МП — так образовалась Gyllene Tider.
Херрлин начал свою музыкальную карьеру в 17 лет, начав играть с Гессле в группе Gyllene Tider, которая приобрела популярность в Швеции. После распада группы в середине 1980-х продолжил сотрудничество с Гессле в новой группе Roxette: работал над созданием альбомов Look Sharp! (1988), Joyride (1991), Tourism (1992), Crash! Boom! Bang! (1994) и Don’t Bore Us, Get to the Chorus! (1996) (ударные, программист синтезатора, ко-продюсер, бас-гитарист и техник звукозаписи). Кроме того, Херрлин гастролировал с Roxette в двух мировых турне.
Херрлин также отдельно работал с солисткой Roxette Мари Фредрикссон над созданием её сольных альбомов. При его участии были записаны синглы «Sparvöga» (продюсер, музыкант, техник), «Felicia Adjö» и «Veronica». Он написал несколько песен для альбома Фредрикссон Den ständiga resan (1992), а также спродюсировал его и работал над его записью. После выхода пластинки он гастролировал с певицей по Швеции в поддержку этого альбома.
В 1996 году Херрлин принял участие в гастрольном туре Återtåget когда Gyllene Tider воссоединились на одно лето. Тур имел успех в Швеции.
В 2003 году Херрлин вернулся к сотрудничеству с Гессле. Вместе музыканты записали альбом Mazarin (2003), а также отправились в тур в его поддержку, во время которого Херрлин играл на бас-гитаре.

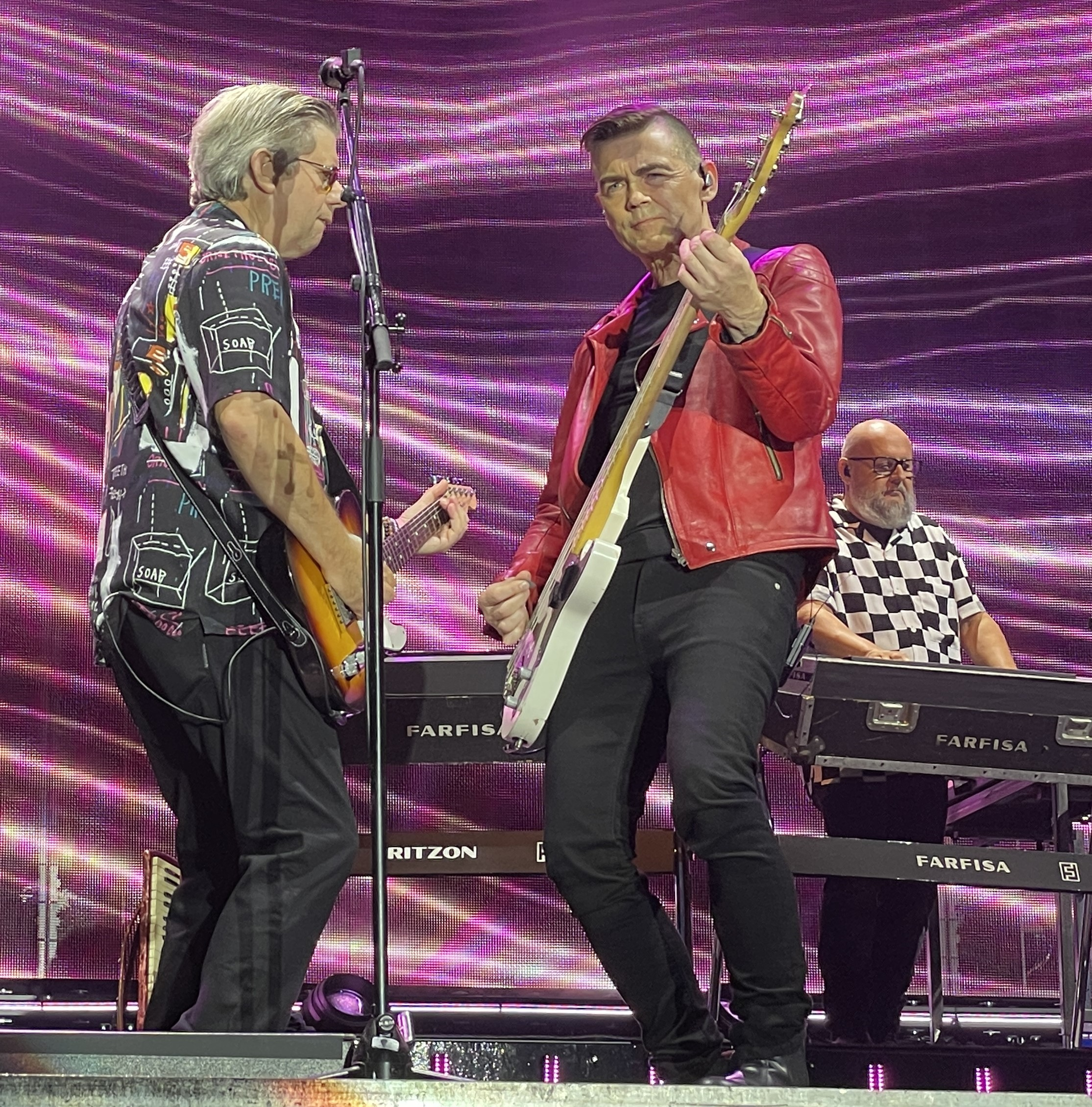
Андерс Херрлин (на фото в центре) в составе Gyllene Tider на концерте в Хальмстаде в рамках Hux flux sommarturné 7 июля 2023 года

В 2004 году Gyllene Tider отмечали 25-летие коллектива. Группа выпустила альбом Finn 5 fel! (2004) и отправилась в гастрольный тур по Швеции. После этого Gyllene Tider выпустили ещё три студийных альбома: Dags att tänka på refrängen (2013), Samma skrot och korn (2019), Hux flux (2023) и гастролировали по Скандинавии. Состав группы ни разу не менялся и Херрлин всегда принимал участие как в гастролях, так и в работе над записью альбомов.
Летом 2024 года планируется к выходу художественный фильм о Gyllene Tider «Sommartider – Filmen om Gyllene Tider», где Херрлина сыграет известный шведский певец Ланс Хедман Грааф.

## Сотрудничество
Помимо работы над проектами Пера Гессле, Херрлин сотрудничал со многими музыкантами в Швеции и за её пределами. Неполный список произведений, созданных при его участии:
- Ульф Лунделль — сингл «Skjut mig med din lyckopil» (2015) (продюсер, программист и техник звукозаписи)
- Wilmer X[англ.] — сингл «Min generator» (1989)
- Мари Пикассо[англ.] — сингл «Earth and Sky» (2007)
- Мауро Скокко[англ.] — две песни из альбома Herr Jimsons äventyr[англ.] (2005) — «En av oss» и «Kall Stjärna», «Fritt Fall»
- Джанет Джексон — сингл «All Nite (Don't Stop)[англ.]» из альбома Damita Jo (2004)
- Лене Нюстрём — две песни из альбома Play With Me (2003) — «Bad Coffee Day» и «Virgin Superstar»
- Мария Мена — сингл «My Lullaby» из альбома White Turns Blue[англ.] (2004)

## Личная жизнь
Женат на шведской артистке Йенни Лёфгрен, с которой совместно владеет компанией, занимающейся созданием музыки к фильмам. Имеет двух сыновей: Виктор (род. в 1990 году) и Нико (род. в 2010 году). Постоянно проживает в Стокгольме.